# 吉沢みなみ
吉沢 みなみ（よしざわ みなみ、1989年3月1日 - ）は、日本の元AV女優。新潟県出身。

## 略歴・人物
2007年8月、セルデビューした。
2009年12月、自らのブログにて年内の引退を発表。
趣味、特技：人間観察、お散歩。

## 作品

### アダルトビデオ
2007年
- みなみ（2007年8月13日、無垢）
- みなみ 2（2007年9月13日、無垢）
- みなみ 3（2007年10月13日、無垢）

2008年
- みなみノスベテ…（2008年2月13日、無垢）
- おまたせ♪kawaii*デビュ→ おっパイがいっパイ（2008年4月25日、kawaii*）
- ハイパーミニミニモザイク（2008年8月25日、kawaii*）
- みなみとみか（2008年9月13日、無垢）
- 清純アクメ媚薬（2008年9月18日、SODクリエイト）
- kawaii*女学園にようこそ!ぜ～んぶ、ごっきゅん◆爆乳デラックス! （2008年9月25日、kawaii*）共演:小坂めぐる、水森あおい
- kawaii* BEST 2008上半期 50タイトルぜ～んぶ見せちゃうょんDX 4時間（2008年9月25日、kawaii*）
- 青春エロドラマ オレのアネキとヤラないか? 2（2008年10月2日、グローリークエスト）
- 巨乳ジュ○アアイドル撮影現場03（2008年10月16日、グローリークエスト）
- 学校でセックchu （2008年10月25日、kawaii*）
- ボイン大好き亀市爺さんのHなイタズラ 五（2008年11月6日、グローリークエスト）
- みるスポ! 吉沢みなみ（2008年11月7日、みるきぃぷりん♪）
- やっぱりヲヂサンが大好き。（2008年11月15日、ワープエンタテインメント）
- 女子校生 激イカセアクメ Fカップ巨乳スペシャル 吉沢みなみ（2008年11月22日、Kichu） ※AVグランプリ2009 エントリー作品
- 制服美少女と性交 (2008年12月5日、ドリームチケット)
- 競泳彼女 3 (2008年12月25日、しのだプロジェクト)オムニバス作品 他出演:大塚ひな、野中あんり、加護範子、岩崎彩菜、山咲奈々美、水森あおい、宝月ひかる

2009年
- メイド in Prin 吉沢みなみ（2009年1月7日、みるきぃぷりん♪）
- しばられたい わたし、ただのオモチャで、いいんです。 みなみ（2009年1月15日、ドリームチケット)
- びちゃびちゃ潮吹き! （2009年1月25日、kawaii*）
- ごっくん大好き女子校生 （2009年2月1日、MOODYZ）
- 美少女ナマ中出しアクメ調教 （2009年2月19日、エムズビデオグループ）
- ハメスポ スポーツ少女と中出しSEX （2009年2月19日、グローリークエスト）他出演:南芽衣奈、美花ぬりぇ
- 6つのコスチュームでセックchu♥ （2009年2月25日、kawaii*）
- 濡れたJK （2009年2月25日、しのだプロジェクト）
- 初めてのパイパン潮吹きFUCK （2009年3月1日、MOODYZ）
- 鮫肌パンストフェチ男と桃尻制服女 （2009年3月5日、グローリークエスト）他出演:南まりん、流ダイヤ、はるか悠
- キモ男に犯されるメガネ転校生 （2009年3月13日、マルクス兄弟）
- 90cmGcup 90cmGcup 90cmFcup 87cmFcup OPPAIナーススペシャル （2009年3月19日、OPPAI ［おっぱい］）他出演:SAKI、RUKA、MARIN
- 女囚奴隷収容所 罪を犯した女たち（2009年4月7日、アタッカーズ）共演:鷹宮りょう、早乙女ルイ、星優乃、ARISA
- お兄ちゃん、お口で気持ち良くしてあげるね。（2009年4月13日、マルクス兄弟）オムニバス作品 他出演:七咲楓花、大沢佑香、水森あおい、小坂めぐる、鈴木さとみ、翼裕香、辻さき
- ベロベロ接吻＆手コキが最高！（2009年4月13日、マルクス兄弟）オムニバス作品 他出演:藍花、ひなのりく、有賀知弥、葉月奈穂、小坂めぐる、蜜井とわ、浅田ちち、高坂保奈美、花沢もも
- 狂おしき接吻と情交 新妻と義父（2009年4月18日、ヒビノ）
- 巨乳少女オナニー・パラノイア（2009年4月19日、ドグマ）
- 明るい家族計画（2009年4月19日、ROOKIE）共演:石橋ゆう子、川上ゆう、牧野くるみ
- きもち良すぎて汗だくなの♥（2009年4月19日、乱丸）共演:小宮ゆい
- kawaii*女学園パラダイス♥美少女14人6時間SP（2009年4月25日、kawaii*）共演:愛斗ゆうき、星空みちる、鈴木さとみ、横山美雪、牧野くるみ、他8人
- 元お菓子系グラビアアイドル遊戯 （2009年5月7日、MOODYZ）
- 初ぶっかけ （2009年5月13日、みるきぃぷりん♪）
- サポ希望 03 上野 みなみ （2009年5月22日、I.B.WORKS）
- アルバイト美少女 VOL.4 （2009年6月15日、ケー・トライブ）
- 就職活動 （2009年6月26日、メディアステーション）
- 生中出し 新入女子社員 5 （2009年6月26日、メディアステーション）オムニバス作品 他出演:園原りか、星野さら、平井綾、今井なつみ
- 真性飲尿FUCK（2009年7月1日、MOODYZ）
- 14人の部活少女（2009年7月19日、Kichu）オムニバス作品 他出演:みづき伊織、椿まひる、鈴木ありす 他
- もしもHな事ができちゃう携帯電話をゲットできたら… 病院院長編（2009年7月24日、メディアステーション）オムニバス作品 他出演:あすかみみ、諸星セイラ、安堂エリカ、原小雪
- WETLOOK-TOKYO （2009年7月25日、しのだ）他出演:宝月ひかる、山咲奈々美、中原美姫
- モザイク一切無し!!丸見え全開!!! ぼくの子宮 吉沢みなみ （2009年7月29日、グリッターフィルムズ）
- 真性アナルFUCK（2009年8月1日、MOODYZ）
- 絶対中出し出来る痴女クリニック 吉沢みなみ（2009年8月13日、マルクス兄弟）
- 若妻いじり みなみはお義父さまの慰み者です（2010年1月21日、ヒビノ）
- キチクリンカン89（2010年3月7日、アタッカーズ）
- 吉沢みなみ萌え萌えザーメン（2010年7月13日、ミスター・インパクト）
- 吉沢みなみ引退作 デビュー前ナマハメ アナル喪失 引退までの秘蔵画像（2010年8月13日、ミスター・インパクト）